# Soap Lake
Soap Lake és una població dels Estats Units a l'estat de Washington. Segons el cens del 2000 tenia 1.733 habitants.

## Demografia
Segons el cens del 2000, Soap Lake tenia 1.733 habitants, 778 habitatges, i 427 famílies. La densitat de població era de 553 habitants per km².
Dels 778 habitatges en un 22,2% hi vivien nens de menys de 18 anys, en un 40,6% hi vivien parelles casades, en un 10,3% dones solteres, i en un 45% no eren unitats familiars. En el 38,8% dels habitatges hi vivien persones soles el 15,4% de les quals corresponia a persones de 65 anys o més que vivien soles. El nombre mitjà de persones vivint en cada habitatge era de 2,17 i el nombre mitjà de persones que vivien en cada família era de 2,91.
Per edats la població es repartia de la següent manera: un 23,9% tenia menys de 18 anys, un 7,1% entre 18 i 24, un 21% entre 25 i 44, un 23,1% de 45 a 60 i un 24,9% 65 anys o més.
L'edat mediana era de 44 anys. Per cada 100 dones de 18 o més anys hi havia 86,8 homes.
La renda mediana per habitatge era de 20.459 $ i la renda mediana per família de 25.000 $. Els homes tenien una renda mediana de 27.656 $ mentre que les dones 21.771 $. La renda per capita de la població era de 13.753 $. Aproximadament el 26,3% de les famílies i el 30,6% de la població estaven per davall del llindar de pobresa.

## Poblacions més properes
El següent diagrama mostra les poblacions més properes.